# روستبورگ (ویرجینیا)
روستبورگ (به انگلیسی: Rustburg) یک منطقهٔ مسکونی در ایالات متحده آمریکا است که در شهرستان کمبل، ویرجینیا واقع شده‌است. روستبورگ ۳۲٫۷ کیلومتر مربع مساحت و ۱٬۴۳۱ نفر جمعیت دارد و ۲۷۰ متر بالاتر از سطح دریا واقع شده‌است.